# Vodní dílo Horná Streda
Vodní dílo Horná Streda je kanálová hydrocentrála, která se nachází v obci Horná Streda (Trenčínský kraj) na Biskupickém kanálu řeky Váh a je součástí Vážské vodní kaskády. Je to poslední stupeň Novoměstské kaskády Váhu, odpadní kanál díla je před nádrží Sĺňava v Piešťanech zaústěn do Váhu.
Vodní elektrárna Horná Streda má instalovaný výkon 25,5 MW a roční produkci 122,1 GWh elektřiny. Je navržena na průtok 720 m³ za sekundu.

## Dějiny
Elektrárna byla uvedena do provozu v roce 1954 během výstavby Biskupického kanálu. 